# Andréia Sadi
Andréia Koudsi Sadi (São Paulo, 8 de mayo de 1987) es una periodista, presentadora y escritora brasileña.

## Biografía
Sadi es periodista de la PUC-SP. 

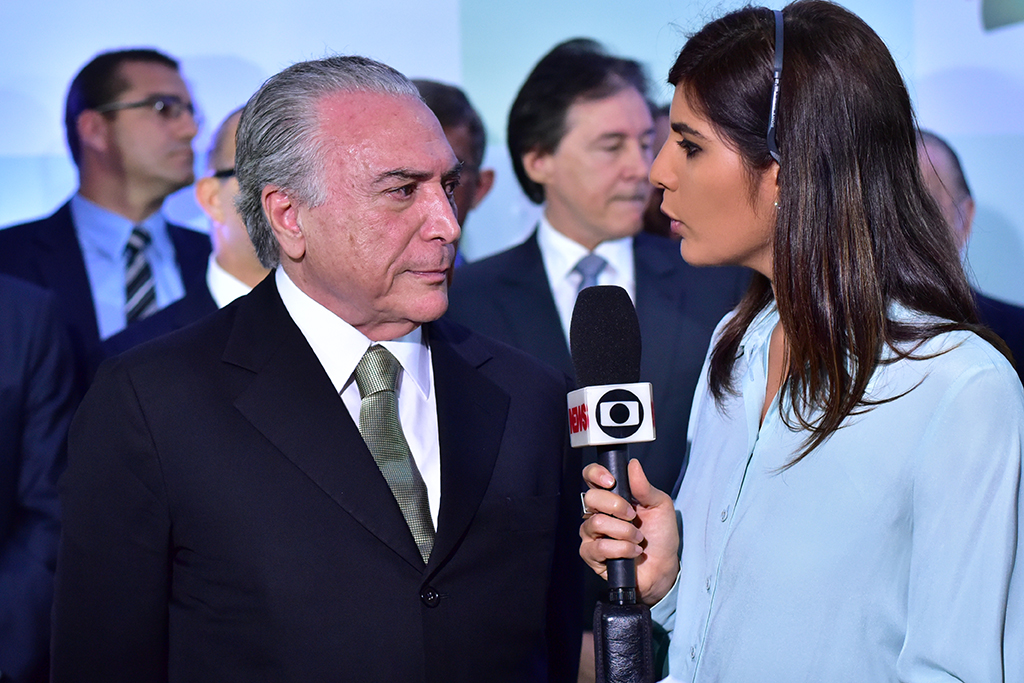
Andréia Sadi entrevistando al entonces presidente Michel Temer. (2015)

En 1 de febrero de 2017, ella debutó su Blog da Andréia Sadi de Portal G1 escribiendo entre bastidores de la política en Brasilia.
En febrero de 2019, ella presentó Em Foco con Andréia Sadi en GloboNews, un programa de entrevistas con destacadas personalidades de la escena política brasileña.
De 2013 a 2018, Andréia estuvo casada con el también periodista político Paulo Celso Pereira, director de periodismo de la revista Época y la filial brasileña del diario O Globo.
En marzo de 2020, se casó con el periodista deportivo y presentador de televisión André Rizek.
En octubre, la pareja reveló que Andréia llevaba cuatro meses embarazada de gemelos.